# Un angelo
Un angelo è un album del gruppo musicale italiano I Santo California, pubblicato dall'etichetta discografica Yep nel 1975.
L'album è prodotto da Claudio Natili, autore delle musiche dei 10 brani, in 5 occasioni con la collaborazione di Marcello Ramoino. I testi sono di Ignazio Polizzy Carbonelli, che cura anche gli arrangiamenti.
Dal disco viene tratto il singolo Un angelo/Torna a settembre.

## Tracce

### Lato A
1. Un angelo
2. Strane cose
3. I tuoi occhi sorridenti
4. Torna a settembre
5. California Concert

### Lato B
1. Angelica e Medoro
2. Non amo che lei
3. Sono io
4. Tutto uguale
5. Dan dan delen delen